# Kvartická rovnice
Kvartická rovnice je algebraická rovnice čtvrtého stupně o jedné neznámé. Lze ji vyjádřit v obecném tvaru
{\displaystyle ax^{4}+bx^{3}+cx^{2}+dx+e=0\,},
kde {\displaystyle a\neq 0}.
U kvartických rovnic se používá následující terminologie:
- {\displaystyle ax^{4}} – kvartický člen
- {\displaystyle bx^{3}} – kubický člen
- {\displaystyle cx^{2}} – kvadratický člen
- {\displaystyle dx} – lineární člen
- {\displaystyle e} – absolutní člen

## Bikvadratická rovnice
Speciálním případem kvartické rovnice je rovnice bikvadratická, která má tvar
{\displaystyle ax^{4}+bx^{2}+c=0\,}

### Řešení bikvadratické rovnice
Bikvadratickou rovnici lze řešit pomocí substituce {\displaystyle z=x^{2}}, čímž vznikne kvadratická rovnice
{\displaystyle az^{2}+bz+c=0\,}
Řešení této kvadratické rovnice lze vyjádřit ve tvaru
{\displaystyle z_{1,2}={\frac {-b\pm {\sqrt {b^{2}-4ac}}}{2a}}\,}
Toto řešení použijeme pro získání hodnot {\displaystyle x}, které jsou řešením původní bikvadratické rovnice, přičemž platí
{\displaystyle x_{1,2}=\pm {\sqrt {z_{1}}}}
{\displaystyle x_{3,4}=\pm {\sqrt {z_{2}}}}

## Obecné řešení kvartické rovnice
Obecné řešení kvartické rovnice lze najít analyticky jen velmi obtížně, jedná se o nejvyšší (čtvrtý) stupeň algebraické rovnice, která je řešitelná algebraicky ("v radikálech", tj. pomocí 4 základních aritmetických operací a odmocňování). Jako první nalezl řešení Ital Lodovico Ferrari v polovině 16. století, veden svým učitelem Girolamem Cardanem. Dnes existuje více metod řešení, např. následující postup Reného Descarta.
1. Obecnou kvartickou rovnici
{\displaystyle ax^{4}+bx^{3}+cx^{2}+dx+e=0}.
Normujeme, tj. vydělíme rovnici vedoucím koeficientem {\displaystyle a\neq 0} a získáme rovnici s vedoucím koeficientem 1:
{\displaystyle x^{4}+Bx^{3}+Cx^{2}+Dx+E=0}
2. Zbavíme se kubického členu substitucí (posunutí proměnné)
{\displaystyle x=y-{\frac {B}{4}}}
a rovnice získá tzv. redukovaný tvar:
{\displaystyle y^{4}+py^{2}+qy+r=0\qquad \qquad (1)}
3. Rozložíme čtyřčlen na dva (normované) kvadratické trojčleny. Označme koeficienty {\displaystyle K},{\displaystyle L}, {\displaystyle M}, {\displaystyle N}. Má tedy platit:
{\displaystyle y^{4}+Py^{2}+Qy+R=(y^{2}+Ky+L)(y^{2}+My+N)}.
Aby rovnost mnohočlenů platila, musí mít stejné koeficienty, což zjistíme roznásobením:
{\displaystyle K+M=0}.
{\displaystyle KM+L+N=p}
{\displaystyle KN+LM=q}
{\displaystyle LN=r}
4. První nejjednodušší lineární rovnice {\displaystyle M=-K} je důsledkem požadavku na vymizení kubického členu. Dosadíme za {\displaystyle M} do následujících rovnic
{\displaystyle -K^{2}+L+N=p},
{\displaystyle KN-KL=q},
{\displaystyle LN=r}.
5. První dva z těchto vztahů ještě upravíme, aby vlevo zůstaly jen neznámé {\displaystyle L,N}:
{\displaystyle L+N=p+K^{2},}
{\displaystyle L-N=-{\frac {q}{K}},}
{\displaystyle LN=r}.
6. Následuje nejsložitější obrat. Zaměříme se nyní na neznámé {\displaystyle L,N}. Pro součet, rozdíl a součin dvou libovolných čísel {\displaystyle X,Y} platí vztah
{\displaystyle (X+Y)^{2}-(X-Y)^{2}=4XY},
který použijeme na neznámé {\displaystyle L} a {\displaystyle N} v rovnicích 5. kroku:
{\displaystyle (p+K^{2})^{2}-(-{\frac {q}{K}})^{2}=4r.}
7. Rovnici pro jedinou neznámou {\displaystyle K} snadno upravíme:
{\displaystyle K^{6}+2pK^{4}+K^{2}(p^{2}-4r)-q^{2}=0}
8. Rovnice obsahuje pouze sudé mocniny neznámé {\displaystyle K}. Substitucí {\displaystyle s=K^{2}} získáme kubickou rovnici, tzv. kubickou resolventu
{\displaystyle s^{3}+2ps^{2}+(p^{2}-4r)s-q^{2}=0},
kterou vyřešíme.
9. Zjistili jsme neznámou {\displaystyle s} a tedy i {\displaystyle K}. Po dosazení číselné hodnoty {\displaystyle K} do vztahů z 5. kroku snadno zjistíme hodnoty {\displaystyle L}, {\displaystyle N}. Tím jsme nalezli konkrétní číselné koeficienty obou trojčlenů
{\displaystyle (y^{2}+Ky+L)(y^{2}-Ky+N)=0}.
10. Kořeny {\displaystyle y_{1,2}} získáme vyřešením kvadratické rovnice {\displaystyle y^{2}+Ky+L=0}, zatímco kořeny {\displaystyle y_{3,4}} vyřešením kvadratické rovnice {\displaystyle y^{2}-Ky+N=0}.
11. Známe-li kořeny {\displaystyle y_{1,2,3,4}}, pomocí vztahu z 2. kroku již snadno nalezneme kořeny původní rovnice {\displaystyle x_{1,2,3,4}}.
Analytické řešení je sice přesné, ale někdy je výhodné hádat některé kořeny nebo se pokusit z hlavy rozložit aspoň částečně pětičlen, je-li řešení vidět hned, a tím zredukovat rovnici na nižší stupně.
Např. rovnici {\displaystyle x^{4}+6x^{3}-x-6=0} lze snadno rozložit na {\displaystyle (x+6)(x^{3}-1)=0}, popř. ještě dál na: {\displaystyle (x+6)(x-1)(x^{2}+x+1)=0}, a tak uhodnout z hlavy kořeny {\displaystyle x_{1}=-6}, {\displaystyle x_{2}=1}.

## Obrázky
Vzorce, které ukazují obecné řešení redukovaného tvaru rovnice (1).

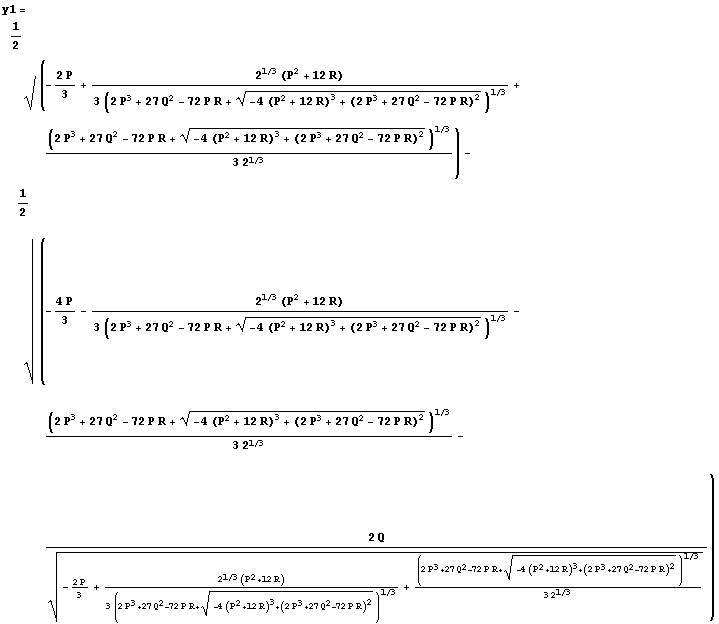
první ze čtyř řešení kvartické rovnice
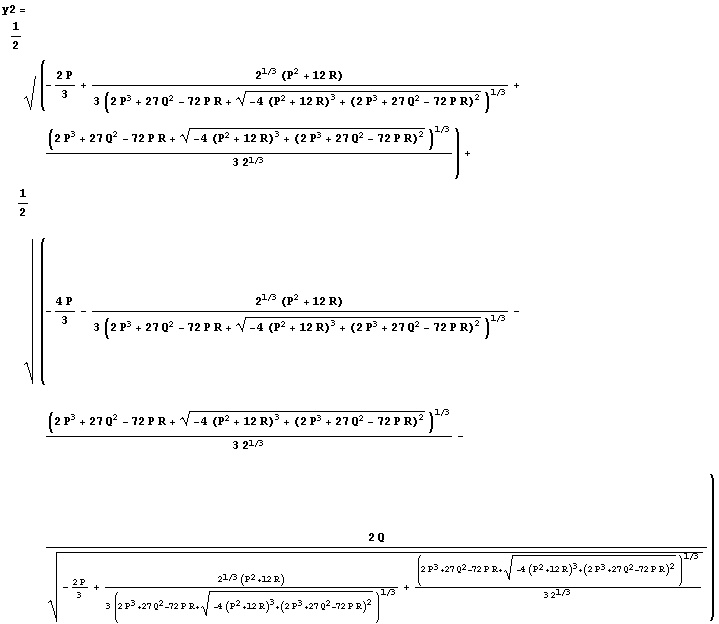
druhé ze čtyř řešení kvartické rovnice
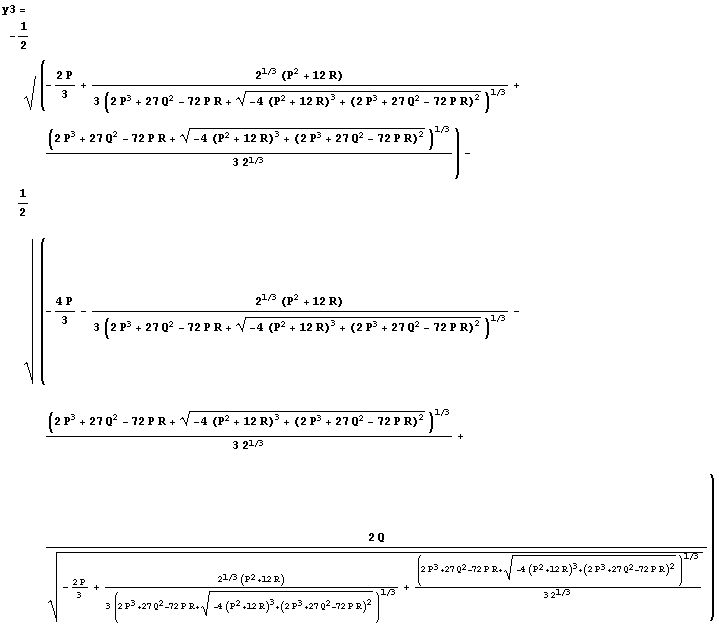
třetí ze čtyř řešení kvartické rovnice
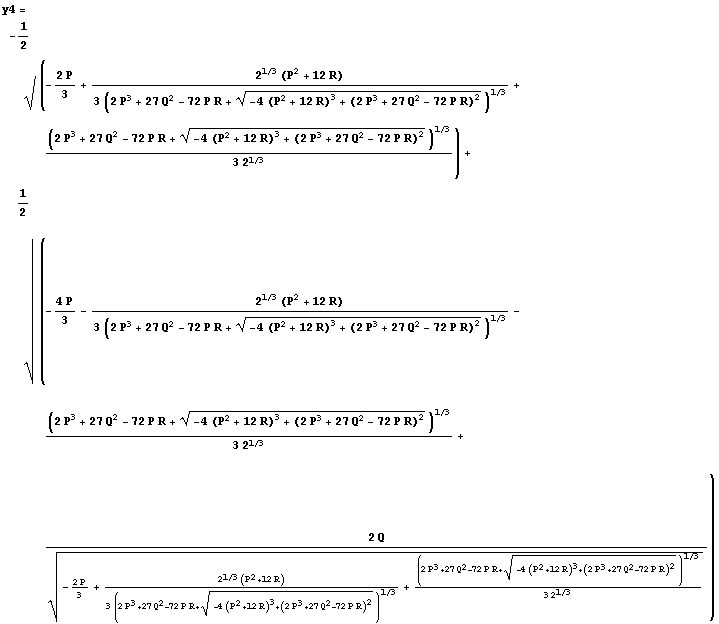
čtvrté ze čtyř řešení kvartické rovnice

Ještě složitější vzorce by vycházely pro normovaný tvar kvartické rovnice.